# Convocações para o Campeonato Europeu de Futebol de 2020
A UEFA Euro 2020 é um torneio internacional de futebol que acontecerá em onze cidades da Europa de 11 de junho a 11 de julho de 2021. As 24 seleções envolvidas no torneio foram obrigadas a registrar um elenco de até 26 jogadores - dos quais três devem ser goleiros - até 1 de junho de 2021, 23:59 CEST ( UTC + 2 ), 10 dias antes do partida de abertura do torneio. Apenas os jogadores dessas equipes podem participar do torneio.
No caso de um jogador da lista submetida sofrer uma lesão ou doença antes do primeiro jogo da sua equipa no torneio, esse jogador pode ser substituído, desde que o médico da equipa e um médico do Comité Médico da UEFA confirmem que a lesão ou a doença é grave o suficiente para impedir a participação do jogador no torneio. Jogadores com teste positivo para SARS-CoV-2, ou que foram declarados como "contatos próximos" de uma pessoa positiva testada para SARS-CoV-2 e, portanto, colocados em isolamento por decisão das autoridades de saúde são considerados casos graves doença e, portanto, pode ser substituído antes da primeira partida. Se um goleiro sofrer uma lesão ou doença após a primeira partida de sua equipe no torneio, ele ainda poderá ser substituído, mesmo que os outros goleiros da equipe ainda estejam disponíveis. Um jogador que foi substituído na lista de jogadores não pode ser readmitido na lista.
No início de abril de 2021, a UEFA declarou que estava considerando permitir que as equipes do torneio fossem expandidas dos habituais 23 jogadores, usados em todos os Campeonatos da Europa desde 2004, após ligações de dirigentes de seleções nacionais em caso de um possível surto de COVID-19 em uma equipe, bem como para reduzir a fadiga do jogador causada pelo congestionamento do jogo da temporada anterior. A 27 de Abril, foi noticiado que o Comité de Competições de Selecções da UEFA aprovou o alargamento das equipas para 26 jogadores, sujeito a confirmação pelo Comité Executivo da UEFA. Em 4 de maio de 2021, o Comitê Executivo confirmou o uso de equipes de 26 jogadores. No entanto, as equipes ainda podem nomear um máximo de 23 jogadores na folha de jogo para cada jogo do torneio (dos quais 12 são suplentes), de acordo com as Leis do Jogo .
A posição listada para cada jogador é de acordo com a lista oficial de convocados publicada pela UEFA. A idade listada para cada jogador é 11 de junho de 2021, o primeiro dia do torneio. O número de partidas e gols listados para cada jogador não inclui nenhuma partida disputada após o início do torneio. O clube listado é o clube pelo qual o jogador disputou uma partida oficial pela última vez antes do torneio. A nacionalidade de cada clube reflete a associação nacional (não a liga) à qual o clube está filiado. Uma bandeira é incluída para treinadores de nacionalidade diferente da de sua própria seleção nacional.

## Grupo A

### Itália
Treinador: Roberto Mancini
A Itália anunciou uma seleção preliminar de 33 jogadores em 17 de maio de 2021. O elenco foi estendido para 34 jogadores em 25 de maio, e reduzido para 28 jogadores em 30 de maio (com dois jogadores adicionados e oito removidos). A seleção final foi anunciada em 2 de junho. Stefano Sensi e Lorenzo Pellegrini foram cortados por lesão, e para o lugar de ambos foram convocados Matteo Pessina e Gaetano Castrovilli.

### Suíça
Treinador: Vladimir Petković
A Suíça anunciou uma seleção preliminar de 29 jogadores em 19 de maio de 2021. A seleção final foi anunciada em 31 de maio. Antes do primeiro jogo, o terceiro goleiro Jonas Omlin foi cortado por lesão e foi substituído por Gregor Kobel.

### Turquia
Treinador: Şenol Güneş
A Turquia anunciou uma equipe preliminar de 30 jogadores em 14 de maio de 2021. A seleção final foi anunciada em 1º de junho.

### País de Gales
Treinador: Rob Page (substituto de Ryan Giggs, comandará a seleção de forma interina)
O País de Gales anunciou em 23 de abril de 2021 que Rob Page atuaria como técnico do torneio, depois que o técnico regular Ryan Giggs foi acusado pela Crown Prosecution Service. A equipe anunciou uma seleção preliminar de 28 jogadores no dia 24 de maio. A seleção final foi anunciada em 30 de maio. James Lawrence foi cortado por lesão e foi substituído por Tom Lockyer em 31 de maio.

## Grupo B

### Bélgica
Treinador:  Roberto Martínez
A Bélgica anunciou sua seleção final em 17 de maio de 2021. Em 15 de junho, Timothy Castagne foi desligado da equipe após um choque de cabeça no jogo contra a Rússia.

### Dinamarca
Treinador: Kasper Hjulmand
A Dinamarca anunciou sua seleção final em 25 de maio de 2021.

### Finlândia
Treinador: Markku Kanerva
A Finlândia anunciou uma seleção preliminar de 26 jogadores em 19 de maio de 2021. O elenco foi estendido para 28 jogadores em 23 de maio e estendido para 29 jogadores em 25 de maio. A seleção final foi anunciada em 1º de junho. Em 3 de junho, Niko Hämäläinen foi convocado para o lugar de Sauli Väisänen, cortado por lesão.

### Rússia
Treinador: Stanislav Cherchesov
A Rússia anunciou uma seleção preliminar de 30 jogadores em 11 de maio de 2021. A seleção final foi anunciada em 2 de junho. Em 11 de junho, o meio-campista Andrey Mostovoy foi cortado após testar positivo para COVID-19 e foi substituído por Roman Yevgenyev. Em 15 de junho, Yuri Zhirkov foi cortado por lesão.

## Grupo C

### Áustria
Treinador:  Franco Foda
A Áustria anunciou uma seleção preliminar de 30 jogadores em 19 de maio de 2021. A seleção final foi anunciada em 24 de maio.

### Países Baixos
Treinador: Frank de Boer
A Holanda anunciou uma seleção preliminar de 34 jogadores em 14 de maio de 2021. A seleção final foi anunciada em 26 de maio. Jasper Cillessen retirou-se com o COVID-19 e foi substituído por Marco Bizot em 1 de junho. Em 8 de junho, Donny van de Beek foi cortado por lesão, reduzindo para 25 o número de convocados.

### Macedónia do Norte
Treinador: Igor Angelovski
A Macedônia do Norte anunciou sua seleção final em 20 de maio de 2021.

### Ucrânia
Treinador: Andriy Shevchenko
A Ucrânia anunciou uma seleção preliminar de 35 jogadores em 30 de abril de 2021. O elenco foi estendido para 36 jogadores em 1 de maio, e reduzido para 34 jogadores em 15 de maio, com Oleksandr Andriyevskyi e Volodymyr Shepelyev retirando-se lesionados. O elenco foi reduzido para 33 jogadores em 20 de maio, já que Vitaliy Buyalskyi se retirou depois estendido para 34 jogadores em 26 de maio. A equipe foi reduzida a 32 jogadores no dia 28 de maio, quando Yevhen Konoplyanka e Viktor Kovalenko se retiraram devido aos ferimentos. A seleção final foi anunciada em 1º de junho.

## Grupo D

### Croácia
Treinador: Zlatko Dalić
A Croácia anunciou sua seleção final em 17 de maio de 2021.

### República Checa
Treinador: Jaroslav Šilhavý
A República Tcheca anunciou 25 jogadores de sua equipe final em 25 de maio de 2021. Michal Sadílek foi anunciado como último jogador da equipa a 27 de Maio, após a confirmação da suspensão de dez jogos de Ondřej Kúdela. Em 12 de junho, Jiří Pavlenka foi cortado por lesão e substituído por Tomáš Koubek.

### Inglaterra
Treinador: Gareth Southgate
A Inglaterra anunciou uma seleção preliminar de 33 jogadores em 25 de maio de 2021. Mason Greenwood retirou-se lesionado em 1 de junho, com o elenco final anunciado no final daquele dia. Em 3 de junho de 2021, o lateral Trent Alexander-Arnold foi cortado após uma lesão sofrida no amistoso contra a Áustria. Dean Henderson, o segundo goleiro da equipe, foi desconvocado após lesão no quadril e substituído por Aaron Ramsdale.

### Escócia
Treinador: Steve Clarke
A Escócia anunciou sua seleção final em 19 de maio de 2021.

## Grupo E

### Polônia
Treinador:  Paulo Sousa
A Polônia anunciou sua seleção final em 17 de maio de 2021. Lesionado, Arkadiusz Milik foi desconvocado, reduzindo o número de jogadores para 25.

### Eslováquia
Treinador: Stefan Tarkovic
A Eslováquia anunciou uma seleção preliminar de 24 jogadores em 18 de maio de 2021. A seleção final foi anunciada em 2 de junho.

### Espanha
Treinador: Luis Enrique
A Espanha anunciou sua seleção final, contendo apenas 24 jogadores, em 24 de maio de 2021.

### Suécia
Treinador: Janne Andersson
A Suécia anunciou sua seleção final em 18 de maio de 2021. Martin Olsson retirou-se lesionado e foi substituído por Pierre Bengtsson a 31 de maio.

## Grupo F

### França
Treinador: Didier Deschamps
A França anunciou sua seleção final em 18 de maio de 2021.

### Alemanha
Treinador: Joachim Löw
A Alemanha anunciou sua seleção final em 19 de maio de 2021.

### Hungria
Treinador:  Marco Rossi
A Hungria anunciou uma seleção preliminar de 30 homens em 6 de maio de 2021. A equipa ficou reduzida a 29 jogadores a 23 de Maio, com Szilveszter Hangya a retirar-se lesionado. Dominik Szoboszlai retirou-se lesionado a 1 de junho, com a convocatória final anunciada no mesmo dia. Em 16 de junho, Dániel Gazdag foi cortado em decorrência de uma lesão no joelho.

### Portugal
Treinador: Fernando Santos
Portugal anunciou sua seleção final em 20 de maio de 2021. Em 13 de junho, João Cancelo foi cortado após testar positivo para COVID-19, sendo substituído por Diogo Dalot.

## Representação do jogador

### Por idade

#### Jogadores externos
- Mais velho:  Pepe ( 38 anos e 105 dias )
- Mais jovem:  Kacper Kozłowski ( 17 anos e 238 dias )

#### Goleiros
- Mais velho:  Maarten Stekelenburg ( 38 anos e 262 dias )
- Mais jovem:  Anatoliy Trubin ( 19 anos e 314 dias )

#### Capitães
- Mais velho:  Goran Pandev ( 37 anos e 319 dias )
- Mais jovem:  Andrew Robertson ( 27 anos e 92 dias )

### Por clube
| Número de jogadores | Clubes |
| ------------------- | --- |
| 15                  | Chelsea |
| 14                  | Bayern de Munique Manchester City |
| 12                  | Juventus |
| 11                  | Dínamo de Kiev |
| 10                  | Manchester United Borussia Dortmund Borussia Mönchengladbach |
| 9                   | Liverpool RB Leipzig Internazionale |
| 8                   | Dinamo Zagreb Tottenham Hotspur Atalanta Napoli Barcelona |
| 7                   | Leeds United Leicester City Wolverhampton Wanderers Lille Ferencváros Atlético de Madri Shakhtar Donetsk                                                                                       |
| 6                   | Slavia Paris Saint-Germain Hoffenheim Eintracht Frankfurt Wolfsburg Sassuolo Spartak Moscou Zenit Real Madrid                                                                                  |
| 5                   | Brighton & Hove Albion West Ham United FC Augsburg Fehérvár Milan Ajax Krasnodar Lokomotiv Moscou Celtic Rangers                                                                               |
| 4                   | FC København Arsenal Brentford Crystal Palace Everton Newcastle United Norwich City Southampton Lyon Bayer Leverkusen Mainz 05 Sampdoria Torino PSV Eindhoven Valencia Fenerbahçe Cardiff City |